# Jaromír Šindel
Jaromír Šindel (* 30. November 1959 in Ostrava, Tschechoslowakei) ist ein ehemaliger tschechischer Eishockeytorwart und jetziger -trainer und -funktionär. Sein Sohn Jakub Šindel ist ebenfalls ein professioneller Eishockeyspieler. 

## Karriere

### Als Spieler
Jaromír Šindel begann seine Karriere als Eishockeyspieler in seiner Heimatstadt in der Nachwuchsabteilung von TJ Vítkovice, für dessen Seniorenmannschaft er von 1977 bis 1983 in der 1. Liga, der höchsten tschechoslowakischen Spielklasse, aktiv war. Mit seiner Mannschaft wurde der Torwart in der Saison 1980/81 erstmals Tschechoslowakischer Meister. Anschließend musste er seinen Militärdienst ableisten und spielte von 1983 bis 1985 für den Armeesportverein ASD Dukla Jihlava. Mit Dukla Jihlava gewann er in den Spielzeiten 1983/84 und 1984/85 ebenfalls den nationalen Meistertitel. Von 1985 bis 1989 spielte er für den Hauptstadtklub Sparta ČKD Prag. Die folgenden drei Jahre verbrachte er bei Hockey-Reipas Lahti in der finnischen SM-liiga. Anschließend wechselte der zweifache Olympiateilnehmer innerhalb der höchsten finnischen Spielklasse zu Tappara Tampere, für das er von 1992 bis 1994 zwischen den Pfosten stand. Zuletzt lief er in der Saison 1994/95 noch einmal für seinen Ex-Klub Sparta Prag in der nach Teilung der Tschechoslowakei ein Jahr zuvor neu gegründeten tschechischen Extraliga auf.  

### International
Für die Tschechoslowakei nahm Šindel an den Weltmeisterschaften 1981, 1985, 1986, 1987 und 1989 teil. Zudem stand er im Aufgebot seines Landes bei den Olympischen Winterspielen 1984 in Sarajevo und 1988 in Calgary sowie 1987 beim Canada Cup. Bei den Weltmeisterschaften 1981, 1987 und 1989 gewann er mit seiner Mannschaft jeweils die Bronze-, bei der Weltmeisterschaft 1985 die Goldmedaille. Bei den Olympischen Winterspielen 1984 gewann er mit der Tschechoslowakei die Silbermedaille.

### Als Trainer
Seine ersten Erfahrungen als Trainer sammelte Šindel von 1996 bis 2000 als Cheftrainer der U20-Junioren des HC Slavia Prag. Im Laufe der Saison 2000/01 betreute er zudem kurzfristig die Profimannschaft des Vereins in der Extraliga. Zur Mitte der folgenden Spielzeit übernahm er das Amt als Cheftrainer beim Extraliga-Rivalen HC Kladno. Von 2002 bis 2006 betreute er dessen U20-Junioren. Bei der Weltmeisterschaft der U18-Junioren 2004 betreute er die U18-Auswahl Tschechiens als Cheftrainer und gewann mit dieser die Bronzemedaille.
In der Saison 2006/07 war er als Sportmanager für den SK Horácká Slavia Třebíč aus der zweiten tschechischen Spielklasse tätig. Ab der Saison 2007/08 arbeitete er in gleicher Funktion für den Ligarivalen BK Mladá Boleslav, mit dem er auf Anhieb den Aufstieg in die Extraliga erreichte. Die Saison 2008/09 begann er in Mladá Boleslav ebenfalls als Sportmanager, ehe er im Dezember 2008 das Amt als Cheftrainer übernahm. In der Relegation erreichte er mit der Mannschaft den Klassenerhalt in der Extraliga. Die Saison 2009/10 verbrachte er als Cheftrainer bei seinem Ex-Klub SK Horácká Slavia Třebíč in der zweitklassigen 1. Liga. Parallel dazu war er Cheftrainer der tschechischen U20-Nationalmannschaft, die bei der U20-Weltmeisterschaft 2010 den siebten Platz belegte.
Seit 2010 ist er Sportmanager beim Zweitligisten HC Slovan Ústečtí Lvi, bei dem er ab der Saison 2012/13 zudem Cheftrainer ist.

## Erfolge und Auszeichnungen
- 1981 Tschechoslowakischer Meister mit TJ Vítkovice
- 1984 Tschechoslowakischer Meister mit ASD Dukla Jihlava
- 1985 Tschechoslowakischer Meister mit ASD Dukla Jihlava
- 1988 1. Liga All-Star Team
- 1991 SM-liiga All-Star Team
- 1992 Ilta-Sanomat Star player
- 2008 Aufstieg in die Extraliga mit dem BK Mladá Boleslav (als Sportmanager)

### International
- 1977 Silbermedaille bei der U18-Europameisterschaft
- 1981 Bronzemedaille bei der Weltmeisterschaft
- 1984 Silbermedaille bei den Olympischen Winterspielen
- 1985 Goldmedaille bei der Weltmeisterschaft
- 1987 Bronzemedaille bei der Weltmeisterschaft
- 1989 Bronzemedaille bei der Weltmeisterschaft
- 2004 Bronzemedaille bei der Weltmeisterschaft der U18-Junioren (als Cheftrainer)